# Шайенн (округ, Канзас)
Шайе́нн (англ. Cheyenne County) — округ в штате Канзас, США. Официально образован 20 марта 1873 года. По состоянию на 2010 год, численность населения составляла 2 726 человека.

## География
По данным Бюро переписи США, общая площадь округа равняется 2 644,393 км2, из которых 2 641,803 км2 суша и 1,100 км2 или 0,100 % это водоёмы.

## Население
По данным переписи населения 2000 года в округе проживает 3 165 жителей в составе 1 360 домашних хозяйств и 919 семей. Плотность населения составляет 1,00 человек на км2. На территории округа насчитывается 1 636 жилых строений, при плотности застройки около 1,00-ти строений на км2. Расовый состав населения: белые — 97,91 %, афроамериканцы — 0,13 %, коренные американцы (индейцы) — 0,09 %, азиаты — 0,32 %, гавайцы — 0,03 %, представители других рас — 0,98 %, представители двух или более рас — 0,54 %. Испаноязычные составляли 2,59 % населения независимо от расы.
В составе 27,60 % из общего числа домашних хозяйств проживают дети в возрасте до 18 лет, 60,10 % домашних хозяйств представляют собой супружеские пары проживающие вместе, 5,10 % домашних хозяйств представляют собой одиноких женщин без супруга, 32,40 % домашних хозяйств не имеют отношения к семьям, 30,80 % домашних хозяйств состоят из одного человека, 17,30 % домашних хозяйств состоят из престарелых (65 лет и старше), проживающих в одиночестве. Средний размер домашнего хозяйства составляет 2,29 человека, и средний размер семьи 2,85 человека.
Возрастной состав округа: 23,80 % моложе 18 лет, 5,10 % от 18 до 24, 22,70 % от 25 до 44, 21,80 % от 45 до 64 и 21,80 % от 65 и старше. Средний возраст жителя округа 44 лет. На каждые 100 женщин приходится 97,30 мужчин. На каждые 100 женщин старше 18 лет приходится 92,40 мужчин.
Средний доход на домохозяйство в округе составлял 30 599 USD, на семью — 34 816 USD. Среднестатистический заработок мужчины был 24 976 USD против 19 569 USD для женщины. Доход на душу населения составлял 17 862 USD. Около 7,40 % семей и 9,40 % общего населения находились ниже черты бедности, в том числе — 11,80 % молодёжи (тех, кому ещё не исполнилось 18 лет) и 6,70 % тех, кому было уже больше 65 лет.